# خط الموت (فلم)
خط الموت تشويق وإثارة مصري من إنتاج سنة 2019، الفيلم من إخراج وتأليف محمد عادل، وإنتاج  شركة درة للإنتاج الفني والسينمائي، ومن بطولة علا غانم، وأحمد صلاح حسني، ومحمد سليمان، وإنجي خطاب، وعبد الإمام عبد الله.

## ملخص القصة
• تدور قصة الفيلم، حول السؤال الأهم الدائر في عقلية المواطن المصري والعربي في السنوات الأخيرة بعد 2011، وهو «ماذا يحدث في مصر والشرق الأوسط» والصراع الدائم والمستمر من المنظمات الماسونية العالمية والدول الداعمة للإرهاب؛ للسيطرة علي مصر والدول العربية.

## طاقم التمثيل
- علا غانم[4]
- أحمد صلاح حسني
- محمد سليمان
- إنجي خطاب
- عبد الإمام عبد الله
- عبد الله مشرف
- باسم قهار
- ريم البارودي
- محمد عز
- منير مكرم
- جليلة محمود
- أحمد كرارة
- صلاح الحسيني
- عبد السلام الدهشان
- أميرة نايف
- عمرو ممدوح
- رزان مغربي

## الإنتاج
كتب محمد عادل قصة وسيناريو الفيلم، وكان الفيلم من إخراج محمد عادل أيضا، وإنتاج شركة درة للإنتاج الفني والسينمائي.